# Böhlscheiben
Böhlscheiben ist seit 1992 ein Stadtteil von Bad Blankenburg im Landkreis Saalfeld-Rudolstadt  in Thüringen. Im Ort sind etwa 80 Einwohner beheimatet.

## Geografie und Geologie
Der Ort liegt im Thüringer Schiefergebirge auf einer Höhe von 475 m ü. NN am linken Talrand der Schwarza, etwa drei Kilometer Luftlinie westsüdwestlich der Kernstadt Bad Blankenburg. Die Stadt Rudolstadt, Hauptort und Verwaltungszentrum der Region, befindet sich 8 Kilometer Luftlinie nordöstlich von Böhlscheiben.
Die Betriebsanlagen der Böhlscheibener Schieferbrüche waren bis in die 1970er Jahre in Betrieb. Der dort anstehende Phykodenschiefer wurde abgetragen und in Halden abgelagert, um an die darunterliegenden Schichten von Dachschiefer zu gelangen. Die Qualität des Böhlscheibener Dachschiefers war wegen Quarziteinlagerungen und schlechter Spaltbarkeit bei den Handwerkern nicht begehrt, man bevorzugte den Lehestener Dachschiefer. Das Material fand noch in der Dachpappen-Herstellung, als Zuschlagsstoff in der Chemischen Industrie und zur Herstellung von Gesarol, einem Schädlingsbekämpfungsmittel, industrielle Verwendung.
Die Ortslage ist über den Böhlscheibener Weg, eine etwa 4 Kilometer lange Ortsverbindungsstraße, mit Bad Blankenburg verbunden. Eine Alternative besteht vom Abzweig der Bundesstraße 88 in Quittelsdorf über die Kreisstraße K 128 mit den Etappenorten Fröbitz und Cordobang.

## Geschichte
Der Weiler Böhlscheiben wurde 1361 in der Schreibweise  „Belzibe“  erstmals urkundlich erwähnt, eine weitere Nennung erfolgte als „Belschiben“ im Jahr 1411.
Bis zum Jahr 1866 gehörte der Ort zum Amt Blankenburg, danach zum Landratsamt Rudolstadt. Im Jahr 1811 vernichtete ein Großfeuer die gesamte Ortslage, nur die Kirche, ein Bauwerk aus dem 17. Jahrhundert, blieb verschont. Für die Bewohner bildete der Bergbau die Existenzgrundlage, in der Umgebung wurde Kupfererz, auch Kobalt- und Eisenerz abgebaut. Auch die Schiefergewinnung hatte für den Ort Bedeutung. Bis 1918 gehörte der Ort zur Oberherrschaft des Fürstentums Schwarzburg-Rudolstadt.

## Sehenswürdigkeiten

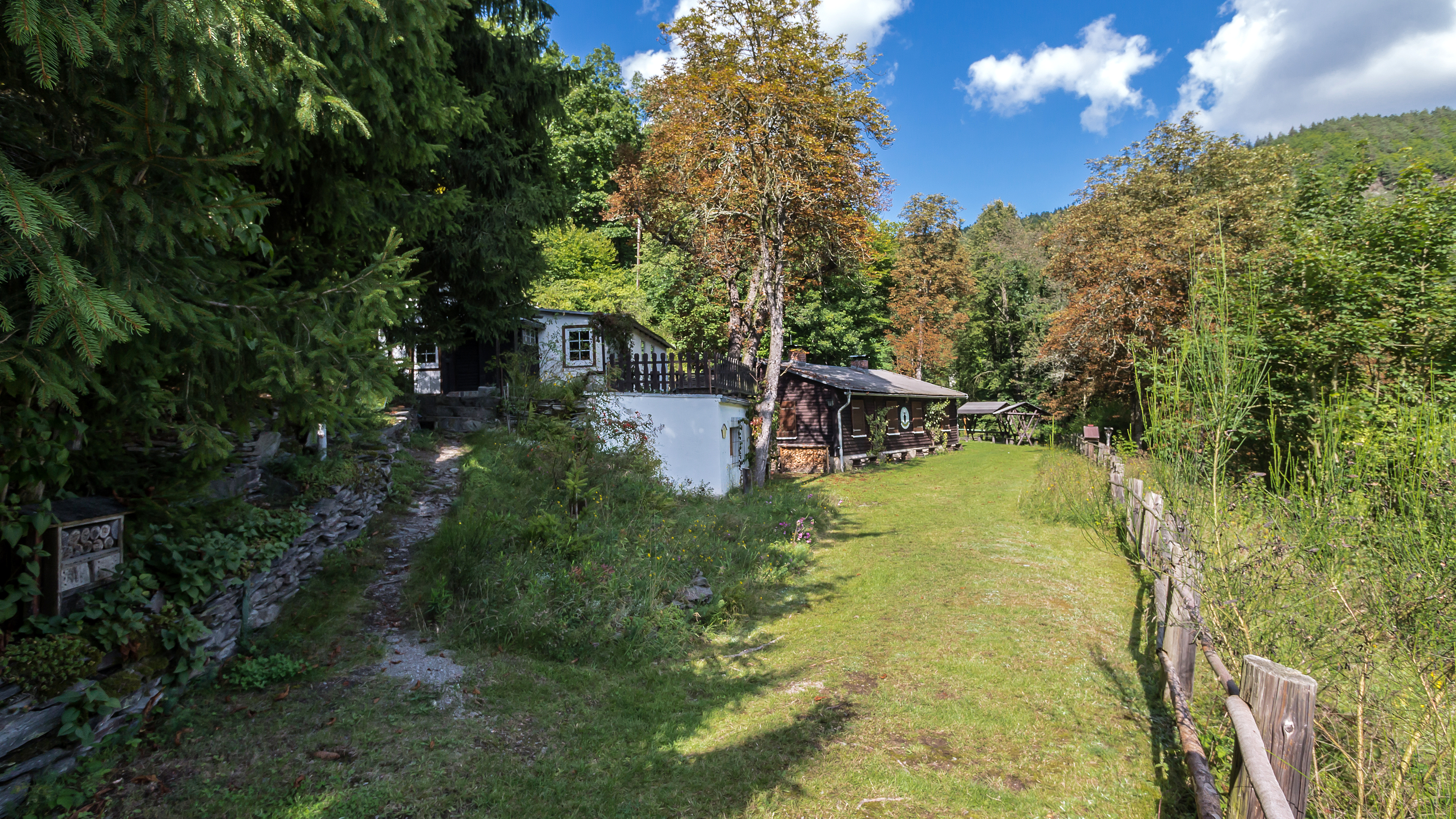
Böhlscheiben Schieferbruch mit Stollanlagen Umweltinformations- und Naturschutzstation „Dr. Helmut Steuer“

- Die zur Größe des Ortes passende Kirche von Böhlscheiben markiert die Ortsmitte. Das Gotteshaus wurde im 17. Jahrhundert erbaut. Das Langhaus hat 7,6 m Länge und 5,5 m Breite. Der angefügte Chor misst 4,3 m Länge sowie 2,7 m Breite. Die Kirche wurde 1859 restauriert, das Dach wurde regional typisch mit Schiefer eingedeckt. Im Inneren befinden sich zwei Emporengeschosse. Die tonnenförmige Holzdecke wurde im flacheren Mittelteil mit dezenten Stuckelementen verziert.
- In der historischen Ortslage ist ein alter Ziehbrunnen mit steinernem Trog und Stange zu besichtigen.
- Der Ort gehört zum touristisch erschlossenen Schwarzatal und hat eine landwirtschaftliche Prägung bewahrt. Am nördlichen Ortsrand befindet sich ein Agrarbetrieb; Grünlandflächen zur Rinderhaltung und aufgeforstete Gehölze säumen den Talrand und die Ortslage.
- Vom Aussichtspunkt hat man eine Panoramaansicht der auf der gegenüberliegenden Talseite befindlichen Burg Greifenstein.
- Die in der Region bekannte Umweltinformations- und Naturschutzstation Dr. Helmut Steuer ist ein Umweltbildungszentrum und mit Naturschutzprojekten im Landkreis betraut. Die Naturschutzstation versteht sich als Schule im Grünen. Sie ist nach dem Entomologen Dr. Helmut Steuer benannt, der seltene Schmetterlingsarten in der Bergbaulandschaft um Bad Blankenburg und im Schwarzatal gefangen und erforscht hat.[5]
- Die Teufelstreppe ist ein bizarrer Schieferfelsen in der Flur. Eine Sage berichtet von einem Fischermädchen, das einst vor einem Fremden (dem Teufel) floh und den steilen Berghang hinauf hastete. Der aufdringliche Verfolger riss aber Steine aus dem Felsen und baute mit diesen eine Treppe, um dem Mädchen zu folgen. Bei der siebten Stufe, nur wenige Schritte vom Mädchen entfernt, traf ihn ein Blitz und schleuderte den Verfolger in die Tiefe.[2]